# Cristòfor de Portugal
Cristòfor de Portugal, mort en 1500 a Sri Lanka, en portuguès Cristóvão, fou un cavaller portuguès de l'Orde de Crist. Presoner dels musulmans durant una expedició a Ceilan (avui Sri Lanka), fou decapitat.
Considerat màrtir és venerat com a beat, especialment al si de l'orde cistercenc, la regla del qual segueixen els Cavallers de Crist. La seva festivitat és el 12 de novembre.